# Saint-Florent-sur-Cher
Saint-Florent-sur-Cher – miejscowość i gmina we Francji, w Regionie Centralnym, w departamencie Cher.
Według danych na rok 1990 gminę zamieszkiwało 7358 osób, a gęstość zaludnienia wynosiła 328 osób/km² (wśród 1842 gmin Regionu Centralnego Saint-Florent-sur-Cher plasuje się na 41. miejscu pod względem liczby ludności, natomiast pod względem powierzchni na miejscu 580.).